# J Records
J Records — американский музыкальный лейбл, принадлежащий и управляемый Sony Music Entertainment, второй по величине мировой звукозаписывающей компанией.

## Закрытие
Летом 2011 года RCA Music Group объявила о реструктуризации J records, Jive и Arista 7 октября. Все релизы лейблов будет распространять RCA Records.

## Исполнители
- Ahmad Belvin
- 2 way
- BC Jean[5]
- Black Buddafly
- Chris Styles
- D'Angelo
- Gavin DeGraw
- Fantasia
- Jamie Foxx
- Jennifer Hudson
- Hurricane Chris
- Lil' Josh & Ernest
- I Nine
- Alicia Keys
- Emily King
- Larsiny Family
- Krista
- Annie Lennox
- Leona Lewis
- Luke and Q
- Barry Manilow
- Mario
- Mashonda
- Mike Posner
- Daniel Merriweather
- Monica
- Nina Sky
- Marsha Ambrosius
- Rhymefest
- Rico Love
- Say Anything (Doghouse/J)
- Drew Sidora
- Silvertide
- Rod Stewart
- Jazmine Sullivan
- Tyrese
- Young Savage
- Yo Gotti
- Pearl Jam